# Scott McTominay
Scott Francis McTominay (ur. 8 grudnia 1996 w Lancaster) – szkocki piłkarz pochodzenia angielskiego, występujący na pozycji pomocnika we włoskim klubie SSC Napoli oraz w reprezentacji Szkocji. Uczestnik Mistrzostw Europy 2020 i 2024.

## Kariera klubowa
McTominay dołączył do akademii Manchesteru United w wieku 5 lat. 30 kwietnia 2017 roku znalazł się po raz pierwszy na ławce rezerwowych podczas ligowego spotkania przeciwko Swansea City. W Manchesterze United zadebiutował 7 maja 2017 roku w przegranym 2:0 meczu przeciwko Arsenalowi, zmieniając w 85 minucie spotkania Juana Matę. Swoją pierwszą bramkę dla Manchesteru United strzelił 2 kwietnia 2019 roku w przegranym 2:1 meczu z Wolverhampton Wanderers.
30 sierpnia 2024 roku podpisał kontrakt z SSC Napoli.

## Kariera reprezentacyjna
McTominay urodził się w Anglii jednak dzięki pochodzeniu swojego ojca mógł również reprezentować Szkocję. Brał udział w zgrupowaniach kadr młodzieżowych szkockiej reprezentacji jednak nie wystąpił w żadnym spotkaniu. Dzięki regularnym występom w Manchesterze United zaczął wzbudzać zainteresowanie selekcjonerów seniorskich reprezentacji Anglii i Szkocji. Na początku marca 2018 roku zadeklarował chęć grania dla Szkocji. Jeszcze w tym samym miesiącu otrzymał powołanie na dwa towarzyskie spotkania z Kostaryką i Węgrami. W reprezentacji Szkocji zadebiutował 23 marca 2018 roku w przegranym 0:1 meczu przeciwko Kostaryce, w 58 minucie spotkania został zmieniony przez Stuarta Armstronga.

## Statystyki

### Klubowe
(aktualne na dzień 30 sierpnia 2024)
| Klub               | Sezon              | Liga               | Liga  | Liga   | Puchar krajowy | Puchar krajowy | Puchar ligi | Puchar ligi | Europa | Europa | Inne  | Inne   | Suma  | Suma   |
| Klub               | Sezon              | Liga               | Mecze | Bramki | Mecze          | Bramki         | Mecze       | Bramki      | Mecze  | Bramki | Mecze | Bramki | Mecze | Bramki |
| ------------------ | ------------------ | ------------------ | ----- | ------ | -------------- | -------------- | ----------- | ----------- | ------ | ------ | ----- | ------ | ----- | ------ |
| Manchester United  | 2016/17            | Premier League     | 2     | 0      | 0              | 0              | 0           | 0           | 0      | 0      | 0     | 0      | 2     | 0      |
| Manchester United  | 2017/18            | Premier League     | 13    | 0      | 3              | 0              | 3           | 0           | 4      | 0      | 0     | 0      | 23    | 0      |
| Manchester United  | 2018/19            | Premier League     | 16    | 2      | 3              | 0              | 0           | 0           | 3      | 0      | –     | –      | 22    | 2      |
| Manchester United  | 2019/20            | Premier League     | 27    | 4      | 2              | 0              | 1           | 0           | 7      | 1      | –     | –      | 37    | 5      |
| Manchester United  | 2020/21            | Premier League     | 32    | 4      | 4              | 2              | 2           | 1           | 11     | 0      | –     | –      | 49    | 7      |
| Manchester United  | 2021/22            | Premier League     | 30    | 1      | 2              | 1              | 0           | 0           | 5      | 0      | –     | –      | 37    | 2      |
| Manchester United  | 2022/23            | Premier League     | 24    | 1      | 4              | 0              | 4           | 1           | 7      | 1      | –     | –      | 39    | 3      |
| Manchester United  | 2023/24            | Premier League     | 32    | 7      | 6              | 2              | 0           | 0           | 5      | 1      | –     | –      | 43    | 10     |
| Manchester United  | 2024/25            | Premier League     | 2     | 0      | 0              | 0              | 0           | 0           | 0      | 0      | 1     | 0      | 3     | 0      |
| SSC Napoli         | 2024/25            | Serie A            | 0     | 0      | 0              | 0              | –           | –           | –      | –      | –     | –      | 0     | 0      |
| Ogólnie w karierze | Ogólnie w karierze | Ogólnie w karierze | 178   | 19     | 24             | 5              | 10          | 2           | 42     | 3      | 1     | 0      | 255   | 29     |

## Sukcesy

### Manchester United
- Puchar Anglii: 2023/2024
- Puchar Ligi: 2022/2023

### SSC Napoli
- Serie A: 2024/25

### Indywidualne
- Drużyna sezonu Ligi Europy UEFA: 2020/21
- Drużyna sezonu Serie A: 2024/25
- Piłkarz miesiąca Serie A: kwiecień 2025
- Najbardziej wartościowy zawodnik Serie A: sezon 2024–25